# The Kottonmouth Xperience
 (février 2024).
Si vous disposez d'ouvrages ou d'articles de référence ou si vous connaissez des sites web de qualité traitant du thème abordé ici, merci de compléter l'article en donnant les références utiles à sa vérifiabilité et en les liant à la section « Notes et références ».
Albums de Kottonmouth Kings
Fire It Up
(2004) Kottonmouth Kings
(2005)
The Kottonmouth Xperience est un album de remixes des Kottonmouth Kings, sorti le 16 novembre 2004.

## Liste des titres
| No  | Titre               | Durée |
| --- | ------------------- | ----- |
| 1.  | Dream States        | 2:39  |
| 2.  | Questions & Answers | 2:37  |
| 3.  | Long Strange Trip   | 1:57  |
| 4.  | Peace Pipe          | 2:48  |
| 5.  | Psychedelic Sky     | 3:27  |
| 6.  | Zen State           | 4:16  |
| 7.  | Rip the Night Away  | 4:07  |
| 8.  | Amsterdam           | 4:25  |
| 9.  | Gravity Bong        | 3:29  |
| 10. | Elevation           | 1:39  |
| 11. | Passin By           | 3:45  |
| 12. | Truth or Dare       | 3:36  |
| 13. | Live for Today      | 4:07  |
| 14. | Rainy Daze          | 3:32  |
| 15. | Free the Plant      | 3:25  |